# Heptafònic
Una escala heptafònica és una escala musical de set sons; el vuitè so representa l'octava del primer, i repeteix el seu nom. Entren dins d'aquest tipus la major part de les escales emprades en la música occidental.